# Reichsmatrikel

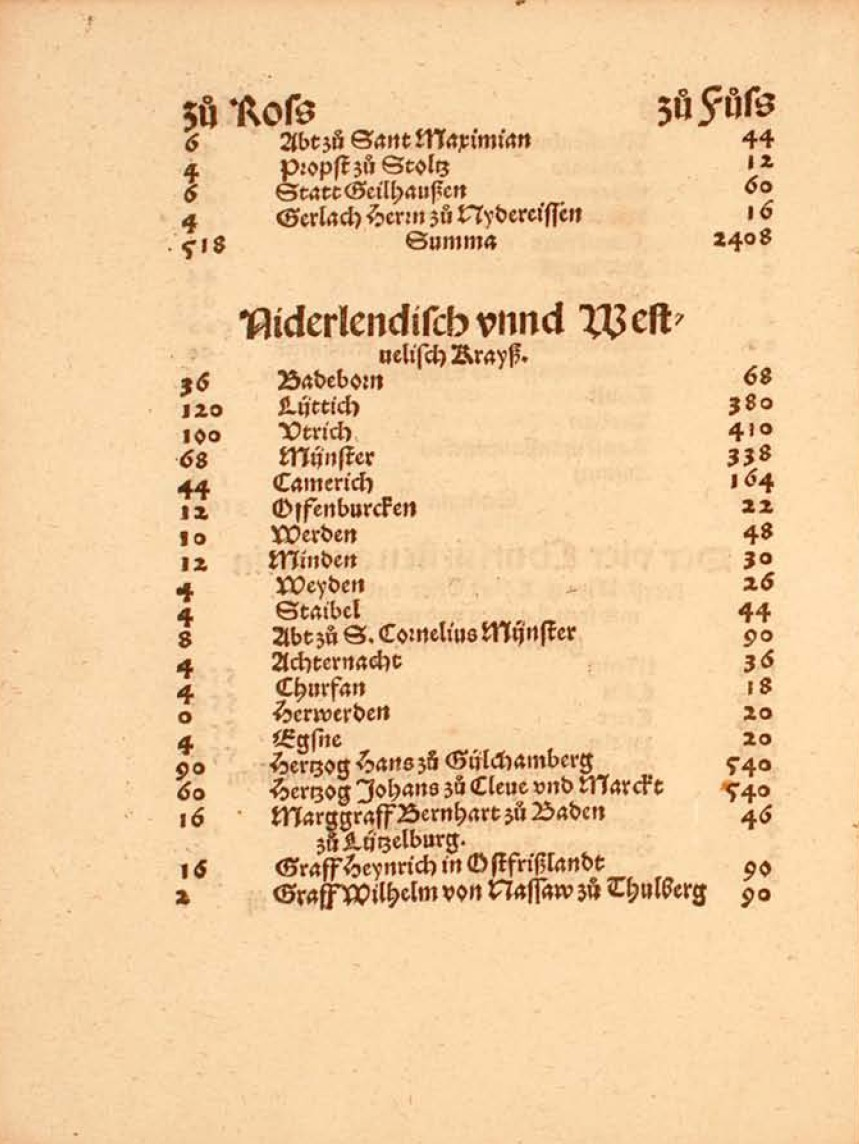
Zahl der Truppen zu Ross und zu Fuss die Staaten im 'Niederländisch-Westfälischen Kreis' zu schaffen hatten laut dieser Seite einer Kopie des Reichsmatrikels von 1532.

Die Reichsmatrikel, auch Heeresmatrikel, waren ein Verzeichnis der Reichsstände des Heiligen Römischen Reiches, in dem deren für die Reichsarmee zu stellende Truppen in genauen Zahlen und/oder die finanziellen Leistungen für den Unterhalt des Heeres festgehalten wurden (der sogenannte Römermonat). Der Eintrag in die Matrikel wurde häufig als wichtiges Indiz für die – nicht immer unumstrittene – Reichsunmittelbarkeit eines Reichsstandes angesehen. Die Bedeutung der Matrikel für die historische Forschung besteht darin, dass in dieser alle Reichsstände erfasst wurden. Sie enthalten jedoch auch offensichtliche Irrtümer.

## Geschichte
Erstmals kam eine Aufstellung der für ein Reichsheer zu stellenden Truppen auf dem Reichstag 1422 zu Nürnberg während der Hussitenkriege zustande. Den ersten Reichskreisen, die auf dem Reichstag von Augsburg 1500 geschaffen wurden, wurden diese Truppenkontingente als Kreistruppen zugeordnet. Mit der Schaffung vier weiterer Reichskreise im Jahre 1512 wurden nun auch die österreichischen Erblande und die Kurfürstentümer mit in die Kreisverfassung eingebunden.  Die auf dem Wormser Reichstag von 1521 aufgestellte „allzeit neueste Matrikel“ bestimmte das einfache Reichsaufgebot, das „Simplum“, mit 4.202 Reitern und 20.063 Fußknechten, später vereinfacht auf 4.000 bzw. 20.000 Mann. Die Reichsmatrikel wurden aufgrund der Türkenhilfe 1532
erneuert. Im Westfälischen Frieden 1648 war in Artikel VIII festgelegt worden, dass spätestens sechs Monate nach Friedensschluss die Kreisverfassung und Matrikel („Ernewerung der Matricul“) neu beraten und bestimmt werden sollten. Diese Zeitvorgabe konnte aber wegen der unterschiedlichen Interessen der Reichsstände nicht eingehalten werden. Die Beschlüsse des Nürnberger Exekutionstages von 1649/50 beruhten auf einer leicht modifzerten Verfassung, die nochmals 1663 erneuert wurde.
Die „Reichsdefensionalordnung“ der Reichsheeresverfassung von 1681 bestimmte dann endgültig die Zusammensetzung des Reichsheeres.